# Freeland
Pour les articles homonymes, voir Freeland (homonymie).
Freeland est une communauté rurale dans le comté de Prince de l'Île-du-Prince-Édouard, Canada, au nord d'Ellerslie.